# Isla Madre de Dios
Die Isla Madre de Dios (span. Mutter-Gottes-Insel) ist eine unbewohnte Insel in Patagonien im Süden Chiles. Sie liegt im Pazifischen Ozean und ist mit einer Fläche von 1043 km² die vierzehntgrößte Insel des Landes. Sie befindet sich in der Región de Magallanes y de la Antártica Chilena und der Provinz Última Esperanza und gehört zur Gemeinde Natales.
2016 gaben nationale und lokale chilenische Behörden ihre Absicht bekannt, die Insel auf die Tentativliste für das UNESCO-Welterbe zu setzen.

## Geografie
Die Isla Madre de Dios befindet sich vor der chilenischen Küste. Im Westen grenzt sie an den Pazifik, im Süden schließt sich nach nur 1,9 km die etwa halb so große Isla Duque de York (Herzog-von-York-Insel) an. Mit ihr sowie weiteren kleinen umliegenden Inseln bildet sie den Madre-de-Dios-Archipel. Im Norden trennt sie der Trinidadkanal vom Festland sowie der Isla Mornington im Nordwesten (Breite 7–18 km). Im Osten befindet sich der an der schmalsten Stelle fünfeinhalb Kilometer breite Concepciónkanal, der die Isla Madre de Dios vom Festland sowie den Inseln Jorge und Canning sowie der Isla Chatham im Südosten trennt.
Die Inselgruppe um die Hauptinsel besteht aus neun größeren und vielen kleineren Inseln und ist annähernd rechteckig. Die bei weitem größte der Nebeninseln ist dabei die Isla Anafur, die zusammen mit der sich südlich anschließenden Isla Escribano den Südosten der Gruppe bildet. Direkt nördlich liegt die Isla Drummond Hay. Die nächstgrößere Nebeninsel ist die längliche Isla Tarlton im Südwesten, direkt östlich von ihr liegt die Isla Guarello. Die Isla Ramón liegt in der großen Bucht Seno Barros Luco im Westen der Insel, die 21 km weit ins Inselinnere reicht. Die drei restlichen Inseln sind die Isla Pilot im Norden sowie die beiden kleineren Inseln Isla Látimer und Isla Hocico de Caimán im Nordwesten bzw. Südosten.
Die Insel ist 49,1 km breit und 51,5 km lang. Die Küstenlinie ist sehr zerklüftet und von vielen Buchten und Fjorden eingeschnitten. Die größten nach der Seno Barros Luco sind Ancón del Sudoeste im Nordnordosten und Seno Lamero Lamero im Norden. Weitere bedeutende sind Seno Lameras im Südwesten, Seno Delgado im Nordosten sowie Seno Crammer und Seno Wolsey im Nordwesten/Norden. Große Arme der Hauptbucht Barros Luco sind Brazo de los Puertos und Brazo Lastarria mit bis zu 2,3 km Breite und 7,8 km Länge.
Die Isla Madre de Dios ist sehr bergig, der höchste Punkt ist der Monte Roberto im Westen mit 755 Metern. Dort befinden sich auch die Berge Soublette, Tarleton und April (mit 738 m Höhe); im Nordwesten der Insel findet man die 532 m hohen Tres Picos sowie die Williamsberge. Die Küstenlinie beträgt 549,5 km. Die Insel hat außerdem viele Seen.
An der Nordwestküste der Insel liegt der Port Henry, der allerdings nur für kleine Schiffe und bei gutem Wetter zu benutzen ist. Westlich davon gibt es einen automatischen Leuchtturm. An der Ostküste befinden sich die Tom Bay und die Hendersonmündung mit mehreren Ankerplätzen. Es bleiben bisweilen nur Fischer und Robbenjäger auf der Insel.
Im Südwesten befindet sich in einer Bucht die Isla Guarello, auf welcher sich ein Kalksteinbruch befindet. 

## Geologie und Archäologie
Die Insel ist magmatischen Ursprungs, besteht hauptsächlich aus Kalkstein sowie kristallinem Gestein im Osten und hat hohe Klippen. Außerdem gibt es viele durch die erosive Wirkung des Windes und der Gezeiten erzeugte Höhlen. In der zum Meer hin offenen „Walhöhle“ wurden 10 bis 30 Meter über dem Wasserspiegel etwa 2600 bis 3500 Jahre alte Walskelette gefunden. Viele der küstennahen Höhlen wurden von den Kawesqar, den westpatagonischen Ureinwohnern, als Grabstätten und vorübergehende Wohnstätten genutzt. In einer wurde ein etwa 4500 Jahre alter Schädel gefunden. Die Isla Madre de Dios ist die größte von vier Inseln, auf denen es noch Karstlandschaften gibt; dies sind die südlichsten Karstgebiete der Erde. Pro Jahrhundert wird durch die Verkarstung etwa 1 cm abgetragen. Bemerkenswert sind weitreichende nackte Karstflächen, die „Marmorgletscher“ getauft wurden. Sogenannte „Gesteinskometen“ wurden von abschmelzenden Gletschern abgelegt – dabei handelt es sich um widerstandsfähige Findlinge, die den weicheren Kalkstein vor dem Wind schützen, sodass im Windschatten der Findlinge im Verlauf von Jahrtausenden meterlange, stromlinienförmige Grate im Kalkstein stehen blieben. Ebenfalls charakteristisch sind pilzförmige Steinformationen, die aus einem unlöslichen Findling bestehen, der ein bis zu zwei Meter hohes Kalksteinpodest vor der Abtragung geschützt hat. Bemerkenswert ist dabei die schräge Form der Podeste, vermutlich bedingt durch die vorherrschende Windrichtung und damit die Fallrichtung der Regentropfen an der jeweiligen Stelle.
Die Insel ist immer wieder Ziel von wissenschaftlichen Expeditionen, bei denen wohl 2006 die wichtigste Entdeckung gemacht wurde: Eine französisch-chilenische wissenschaftliche Expedition fand in der Cueva del Pacífico (Pazifikhöhle) etwa fünfzig Felsmalereien der Kawesqar. Im Januar 2008 untersuchte eine deutsch-chilenische Gruppe aus Höhlenforschern, Geologen, Archäologen und Paläontologen für zwei Monate die Höhlen sowie die Folgen des Klimawandels auf der Isla Madre de Dios. Weitere solche „Ultima Patagonia“ genannten Expeditionen fanden 2000, 2010 und 2017 statt. Bei der letzten, geografisch/speläologisch zentrierten davon wurde der nördliche Inselteil erkundet und eine wissenschaftliche Basis für kommende Expeditionen geschaffen. In den vier Forschungsreisen entdeckte der Verein Centre Terre insgesamt über 200 Höhlen mit einer zusammengenommenen Gesamtganglänge von über 30 Kilometern, unter ihnen die mit 370 Metern tiefste und mit 2650 Metern längste Höhle Chiles. Die Expeditionen untersuchten auch den Einfluss von Gletschern auf den südwestlichen Teil der Insel aus geomorphologischer und speläologischer Sicht. Die Arbeit soll in Zukunft durch eine wissenschaftliche Basis in der Seno Barros Luco erleichtert werden.

## Flora und Fauna
Ein Großteil der Insel ist mit Wald, bestehend aus regionstypischen Bäumen wie der Lenga-Südbuche, der Winterrinde und der häufigsten Art, der Magellan-Südbuche, bedeckt. Ein Dekret des Ministeriums für Nationales Kulturerbe hat die Insel 2008 aufgrund ihrer geologischen, biologischen und kulturellen Bedeutung zum Zwecke der Erhaltung und nachhaltigen Entwicklung als Schutzreservat (Bien Nacional Protegido) geschützt.
Auf der Insel leben einige Füchse, Nagetiere und Otter. Vorkommende Vögel sind Kolibris, Eisvögel, Drosseln, Magellan-Dampfschiffenten, Graukopfgänse, Pinguine, Möwen und Seeschwalben. Auf der Insel leben vermutlich Andenhirsche und Pumas.
Es gibt acht Arten von Süßwasserfischen, von denen einige wie Snooks und Torpedobarsche auch die Küstenregionen des Pazifischen Ozean besuchen. Im Copihue-Kanal gibt es rote Korallenriffe der Art Errina antarctica von beträchtlicher Größe.